# 塘前乡 (连城县)
塘前乡，是中华人民共和国福建省龙岩市连城县下辖的一个乡镇级行政单位。

## 行政区划
塘前乡下辖以下地区：
塘前村、上琴村、水源村、迪坑村、罗地村和张地村。